# Itabaianinha
Itabaianinha é um município brasileiro do estado de Sergipe. Encontra-se na região Sudoeste do Estado. É o segundo maior município da região. Além de Itabaininha, estão na região Tomar do Geru, Cristinápolis, Tobias Barreto e Poço Verde.

## Economia
Esta cidade destaca-se na economia do estado, em virtude do grande número de indústrias têxteis, de médio porte. Há um grande numero de cerâmicas de médio e grande porte (destaque para a produção de telhas e blocos), oferecendo diversos empregos diretos ou indireto. O solo do seu município é riquíssimo em argila e há destaque também na plantação de laranjas e criação de carneiro

## População
Esta cidade ficou famosa por ter um grande número de anões nos seus povoados (com destaque para o povoado Carretéis), e na Zona Urbana. São cerca de 128 anões. Este número é grande devido a formação de famílias entre eles, o que contribuiu para o crescimento da população de anões.
Sua população também tem crescido muito pela chegada de moradores novos vindos de outros estados, atraídos pela indústria têxtil na cidade. Segundo o IBGE, sua população estimada em 2013 era de 40.821 habitantes.[carece de fontes?]

## Clima
Segundo dados do Instituto Nacional de Meteorologia (INMET), referentes ao período de 1963 a 1970, 1977 a 1980, 1986 a 1989 e a partir de 1992, a temperatura mínima absoluta registrada em Itabaianinha foi de 13,2 °C em 24 de agosto de 1963 e a máxima absoluta de 38,9 °C em 20 de março de 2019. O maior acumulado de precipitação em 24 horas atingiu 118,9 mm em 15 de março de 1969. Outros acumulados iguais ou superiores aos 100 mm foram: 118,7 mm em 3 de maio de 1997, 109,4 mm em 23 de maio de 2015, 106,4 mm em 9 de abril de 2014 e 102,6 mm em 21 de março de 1988. Maio de 1989, com 501 mm, foi o mês de maior precipitação, sucedido por maio de 2009 (478 mm).
| Dados climatológicos para Itabaianinha                                                                                   | Dados climatológicos para Itabaianinha | Dados climatológicos para Itabaianinha | Dados climatológicos para Itabaianinha | Dados climatológicos para Itabaianinha | Dados climatológicos para Itabaianinha | Dados climatológicos para Itabaianinha | Dados climatológicos para Itabaianinha | Dados climatológicos para Itabaianinha | Dados climatológicos para Itabaianinha | Dados climatológicos para Itabaianinha | Dados climatológicos para Itabaianinha | Dados climatológicos para Itabaianinha | Dados climatológicos para Itabaianinha |
| Mês | Jan                                    | Fev                                    | Mar                                    | Abr                                    | Mai                                    | Jun                                    | Jul                                    | Ago                                    | Set                                    | Out                                    | Nov                                    | Dez                                    | Ano                                    |
| --- | -------------------------------------- | -------------------------------------- | -------------------------------------- | -------------------------------------- | -------------------------------------- | -------------------------------------- | -------------------------------------- | -------------------------------------- | -------------------------------------- | -------------------------------------- | -------------------------------------- | -------------------------------------- | -------------------------------------- |
| Temperatura máxima recorde (°C)                                                                                          | 38,6                                   | 37,5                                   | 38,9                                   | 38,7                                   | 34,7                                   | 31,9                                   | 31                                     | 31                                     | 34,2                                   | 36,2                                   | 38,1                                   | 37,2                                   | 38,9                                   |
| Temperatura máxima média (°C)                                                                                            | 31,8                                   | 31,8                                   | 31,8                                   | 30,5                                   | 28,7                                   | 27,2                                   | 26,5                                   | 26,7                                   | 27,9                                   | 29,7                                   | 31                                     | 31,8                                   | 29,6                                   |
| Temperatura média compensada (°C)                                                                                        | 26,1                                   | 26,2                                   | 26,3                                   | 25,6                                   | 24,3                                   | 23,1                                   | 22,3                                   | 22,3                                   | 23,2                                   | 24,5                                   | 25,3                                   | 25,9                                   | 24,6                                   |
| Temperatura mínima média (°C)                                                                                            | 22,3                                   | 22,5                                   | 22,6                                   | 22,3                                   | 21,3                                   | 20,1                                   | 19,2                                   | 19,1                                   | 19,8                                   | 20,8                                   | 21,7                                   | 22,1                                   | 21,2                                   |
| Temperatura mínima recorde (°C)                                                                                          | 18,2                                   | 18                                     | 17,3                                   | 18,4                                   | 17,6                                   | 15                                     | 14                                     | 13,2                                   | 15,2                                   | 15,9                                   | 15,4                                   | 16,7                                   | 13,2                                   |
| Precipitação (mm) | 63,6                                   | 62,7                                   | 79                                     | 109,3                                  | 170,8                                  | 166,7                                  | 138,5                                  | 99,5                                   | 74,5                                   | 52,1                                   | 45,6                                   | 29,8                                   | 1 092,1                                |
| Dias com precipitação (≥ 1 mm)                                                                                           | 6                                      | 6                                      | 8                                      | 11                                     | 15                                     | 18                                     | 18                                     | 16                                     | 10                                     | 6                                      | 5                                      | 4                                      | 123                                    |
| Umidade relativa compensada (%)                                                                                          | 75,9                                   | 76,9                                   | 78,1                                   | 81,4                                   | 85                                     | 86,6                                   | 85,5                                   | 84,2                                   | 81,7                                   | 78,7                                   | 77,3                                   | 76,1                                   | 80,6                                   |
| Insolação (h) | 222,9                                  | 197,8                                  | 205,7                                  | 186,5                                  | 168                                    | 143,8                                  | 156,5                                  | 166                                    | 173,5                                  | 210,7                                  | 210,4                                  | 226,8                                  | 2 268,6                                |
| Fonte: INMET (normal climatológica de 1991-2020; recordes de temperatura: 01/06/1963 a 31/12/1970 e 01/01/1973-presente) |                                        |                                        |                                        |                                        |                                        |                                        |                                        |                                        |                                        |                                        |                                        |                                        |                                        |